# غريس شوكوس
غريس شوكوس (بالفرنسية: Grace Shokkos) مواليد 4 أغسطس 1992، هي لاعبة كرة يد كونغولية تلعب كوسط مدافع. مثلت منتخب جمهورية الكونغو الديمقراطية لكرة اليد للسيدات.

## سجل المنافسة
شاركت في البطولات التالية:
- بطولة العالم لكرة اليد للسيدات 2013
- بطولة العالم لكرة اليد للسيدات 2015